# Dead or Alive (spel)
Dead or Alive (japanska: デッドオアアライブ Hepburn: Deddo oa Araibu?) är ett Beat 'em up-spel utvecklat av Tecmo. Kom ursprungligen ut i arkadversion 1996 och senare till Sega Saturn 1997 och Sony Playstation 1998.
Spelet designades av Tomonobu Itagaki och Team Ninja, som var missnöjd över hur slagsmålsspelen utvecklades. Han ville fokusera på ett snabbt och enkelt spelupplägg med kontringar istället för de kombon som andra spel fokuserade på.